# Miamimyia antennalis
Miamimyia antennalis är en tvåvingeart som beskrevs av Guimaraes 1982. Miamimyia antennalis ingår i släktet Miamimyia och familjen parasitflugor. Inga underarter finns listade i Catalogue of Life.